# Назмутдинова, Лилия Биляловна
Лилия Биляловна Назмутдинова (13 июня 1936, Свердловск — 18 сентября 2018, Екатеринбург) — четырёхкратная чемпионка СССР по художественной гимнастике. Судья республиканской (1959) и всесоюзной (1972) категорий по художественной гимнастике. Заслуженный работник физической культуры Российской Федерации (1992), заслуженный работник физической культуры Татарстана (2003).
Окончила Свердловский техникум физической культуры (1954), Омский государственный институт физической культуры (1961, заочно).

## Биография
Родилась 13 июня 1936 года в Свердловске. В 1947 году начала заниматься художественной гимнастикой во Дворце пионеров.
В 1955 году стала мастером спорта по художественной гимнастике — первой в СССР. В 1954—1955 (по сентябрь) — работала преподавателем физического воспитания в Уральском политехническом институте. Выступала за общество «Буревестник».
Четырёхкратная абсолютная чемпионка СССР, первую золотую медаль завоевала в 1952 году на чемпионате СССР в Таллине. В этом же году завоевала серебро на чемпионате страны в Ленинграде. В 1953-м стала чемпионкой РСФСР, в 1954-м — чемпионкой РСФСР и СССР.
Более 10 лет была капитаном сборной СССР по художественной гимнастике.
В 1965 году впервые попала на чемпионат мира и выиграла бронзу в упражнениях с предметами.
После завершения спортивной карьеры из-за серьёзной травмы продолжила тренерскую работу. С апреля 1973 года работает старшим тренером-преподавателем областного совета ДСО «Спартак». С января 1979 года работает в Доме спорта «Спартак» в ДЮСШ по художественной гимнастике. В 1991 году старший тренер ДЮСШ ВДФСО профсоюзов. С марта 1993 года по 1999 год — старший тренер Облспорткомитета по художественной гимнастике.
Среди её воспитанниц — её младшая сестра, чемпионка мира 1971 года Альфия Назмутдинова и бронзовый призёр Олимпиады-1996 Юлия Иванова.
Скончалась 18 сентября 2018 года в Екатеринбурге. Похоронена на почетной секции Широкореченского кладбища.

## Семья
Младшие сёстры Лилии Назмутдиновой также известные гимнастки:
- Розалия (1946 года рождения) — Почетный мастер спорта, двукратная чемпионка СССР. Чемпионка РСФСР. Заслуженный тренер России. Награждена почетным знаком «За заслуги в развитии спорта»;
- Альфия (1949 года рождения) — Заслуженный мастер спорта СССР, чемпионка мира в упражнении с лентой, серебряный и бронзовый призёр чемпионатов мира, двукратная обладательница Кубка СССР, четырехкратная чемпионка РСФСР. Награждена почетным знаком «За заслуги в развитии спорта»;
- Ильмира (1951 года рождения) — Мастер спорта СССР, бронзовый призёр чемпионата СССР в групповых упражнениях. Награждена знаком «Отличник физической культуры», «Ветеран спорта», чемпионка ЦС «Трудовые резервы».

Дочь — Коркунова (ранее Голованова) Алина Витальевна — тренер по художественной гимнастике СК «Лилия».

## Награды
- Медаль «За трудовую доблесть» (27.04.1957) — «за успехи, достигнутые в деле развития массового физкультурного движения в стране, повышения мастерства советских спортсменов, и успешное выступление на международных соревнованиях»
- Медаль «Ветеран труда» (1985)
- Медаль «За заслуги перед спортивным обществом „Спартак“»
- Почетный знак «Отличник физической культуры и спорта»
- Почетный знак «За заслуги в развитии физкультуры и спорта»
- Почетный знак «Ветеран спорта РСФСР»
- Почетный знак «За заслуги перед городом Екатеринбургом» (1998)

Также награждена медалями «За заслуги перед Свердловской областью», «За заслуги в развитии олимпийского движения в России», знаком отличия Свердловской области «Спортивная доблесть».